# Emilio Cebrián Ruiz

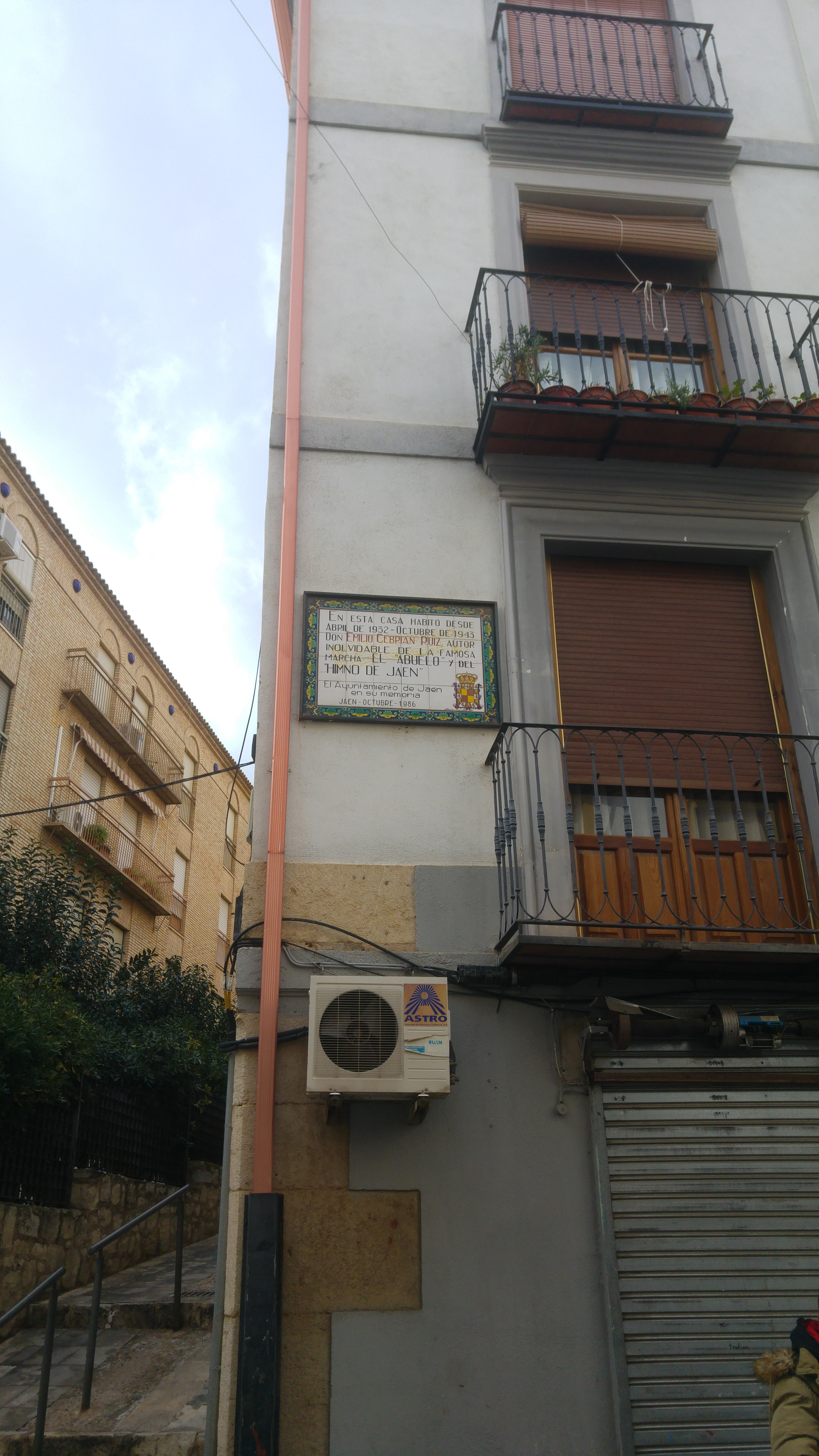
Vivienda durante más de diez años de Emilio Cebrián en la capital jiennense.

Emilio Cebrián Ruiz (Toledo, Castilla-La Mancha, 30 de julio de 1900-Liria, Comunidad Valenciana, 3 de octubre de 1943) fue un compositor español de temas populares, en especial, pasodobles. Algunas de sus obras han trascendido y se han convertido en himnos oficiales como el de la ciudad de Jaén, Toledo o Baeza. 

## Biografía

### Formación y trayectoria
Cebrián se formó musicalmente en la banda de la Academia de Infantería de Toledo. Amplió todos sus estudios con varios maestros, pasando las tardes en el Conservatorio Superior de Madrid. En 1926 fue nombrado director de la Banda de Talavera de la Reina, donde recompuso una banda completamente deshecha, con pocos músicos e instrumental improvisado, organizando una masa coral de gran calidad y obras de bella melodía y excelente orquestación.
En abril de 1932 queda vacante la plaza de director de la Banda Municipal de Jaén, donde Emilio Cebrián se hace con la plaza por oposición, por medio de un reñido Concurso de Méritos. Fue el único opositor capaz de reconocer todas las faltas que el Jurado había colocado con intención durante la interpretación de la banda. Vivió en Jaén ejerciendo como director de la banda hasta su muerte accidental en 1943. Ya fallecido, el Boletín Oficial recogió que había sido destinado como director de la Banda Municipal de Madrid, plaza que habría sido su siguiente destino de no haber acontecido tal eventualidad. También fue académico de Bellas Artes y Ciencias Históricas en su ciudad natal.

### Fallecimiento
El 3 de octubre de 1943 falleció en Liria, Valencia, tras una caída accidental desde un balcón al que salió para fumarse un cigarrillo. Aquel día tenía que dirigir la Banda Primitiva de la ciudad, cuyo director era su hermano Francisco Cebrián. Cebrián estuvo enterrado durante varios años en Liria hasta que fue trasladado al Cementerio de Nuestra Señora del Sagrario en su Toledo natal. Existen dos lápidas con su nombre, una en la tumba de una de sus hermanas y otra en la de su esposa, que es donde está enterrado. 

## Obras
Entre sus obras destacan el «Himno a Jaén» (1932), el de Baeza y el de Toledo. 
Sus pasodobles más conocidos fueron «Churumbelerías» y «Ragón Falez», tema interpretado en multitudinarios desfiles de Moros y cristianos.
En cuanto a marchas procesionales destacan «Nuestro Padre Jesús» (1935), dedicada a Nuestro Padre Jesús Nazareno «El Abuelo». Es interpretada asiduamente en las procesiones de Semana Santa españolas. Sus obras lo convirtieron en imprescindible de la memoria sentimental jiennense. Destaca también «Triunfal», interpretada en procesiones de importancia como el Corpus Christi de Baeza.
No podemos tampoco olvidar una marcha rescatada en los últimos años en la Semana Santa de Sevilla: «Macarena», conocida en la ciudad hispalense como "Macarena de Cebrián". También son conocidas sus marchas procesionales, «Jesús Preso», «Cristo de la Sangre», y «María». Para guitarra clásica destaca su composición «Recuerdo a Sevilla», que fue estrenada por Niño Ricardo.